# برج سفید
برج سفید یکی از برج‌های تهران است. این برج دارای رستوران گردان است که کل شهر تهران را در دیدِ خود دارد.
این برج در خیابان پاسداران در محلهٔ دروس واقع است.
علاوه بر رستوران گردان و سالن سمینارها، رستوران‌ها و کافی‌شاپ‌های متعدد دیگری هم در برج سفید است.
این برج ۲۲ طبقه است. پنج طبقهٔ آن پارکینگ، ۲ طبقه فروشگاه‌های مختلف و بانک، و ۹ طبقه شامل ۷۲ واحد اداری است. در طبقهٔ ۱۲ برج سفید، تالار تجارت جهانی به‌صورت فلَت واقع شده که دارای ۹۰ غرفه با امکانات کامل و مجهز به ارتباطات سریع بین‌المللی است.